# Cheyenne Parker
Cheyenne Parker (Nova York, 22 d'agost de 1992) és una jugadora de bàsquet professional estatunidenca, que juga a l'Atlanta Dream de la Women's National Basketball Association (WNBA).
Parker va nàixer i es va criar a Queens, Nova York i va créixer en una casa de mare soltera. Més tard a la vida, ella i sa mare es van traslladar a High Point, Carolina del Nord, per ajudar-la a tindre més oportunitats en el món del bàsquet. Es va matricular a la Southwest Guilford High School i va jugar a l'equip de bàsquet femení.

## Trajectòria

### Universitat
Després de graduar-se a la Southwest Guilford High School, Parker es va matricular a la High Point University. Va jugar a l'equip femení de bàsquet del 2010 al 2013. No obstant això, a la temporada sènior va ser acomiadada de l'equip a causa d'una prova de drogues fallida, donant positiu per marihuana. A causa de la reprovació, va haver de deixar de banda tota la temporada universitària 2013-14. El 2014, Parker es va traslladar a la Middle Tennessee State University, on va aconseguir les millors estadístiques de la seua carrera universitària en percentatge de puntuació i tirs.

## Carrera professional

### WNBA

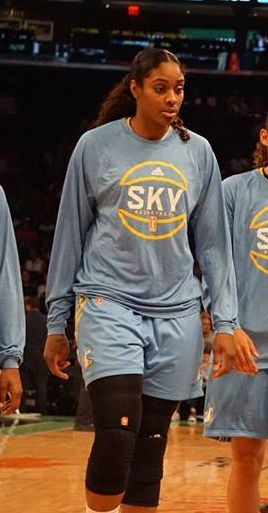
Parker amb els Sky el 2015

Parker va ser seleccionada en cinquè lloc en el draft de la WNBA de 2015 pels Chicago Sky. En la seua temporada de debutant, Parker va jugar 30 partits des de la banqueta, amb una mitjana de 2,2 punts per partit durant la temporada regular. Els Sky havien acabat en segona posició a la conferència de l'est amb un rècord de 21–13, però van ser eliminades per 2–1 per l'Indiana Fever a la primera ronda.
En la seua segona temporada, Parker va començar com a titular i va acabar la temporada amb 7 partits d'inici en 25 partits totals, amb una mitjana de 4,0 punts per partit. Amb el nou format de playoffs de la lliga, els Sky van acabar quarts a la lliga amb un rècord de 18-16, rebent un adéu a la segona ronda. Van derrotar l'Atlanta Dream en el partit d'eliminació de la segona ronda. A les semifinals, els Sky van perdre 3–1 davant Los Angeles Sparks, que van guanyar el campionat aquell any.
A la temporada 2017, Parker va jugar tots els partits des de la banqueta, amb una mitjana de 3,0 punts per partit en 23 partits jugats. El Sky es va perdre els playoffs amb un rècord de 12-22.
El 2018, Parker va tindre una temporada destacada i va afegir el tir de tres punts al seu conjunt d'habilitats. El 3 de juny de 2018, va anotar 20 punts, el màxim de la seua carrera, juntament amb 13 rebots, un altre màxim, en una victòria per 95–90 sobre Las Vegas Aces. El 31 de juliol de 2018, Parker torna a fer 20 punts en un partit on van guanyar 92–91 sobre els Dallas Wings. Parker va acabar la temporada amb una mitjana de màxims en totes les categories estadístiques mentre jugava 34 partits amb 5 titulars. Els Sky va acabar 13–21, quedant fora dels playoffs per segon any consecutiu.
El 2019, Parker va tornar a signar amb Sky per un contracte de 2 anys. Parker continuaria sent l'arma fora de la banqueta per als Sky la temporada 2019. El 24 de juny de 2019, Parker va anotar 22 punts, el màxim de la seua carrera, en una victòria per 93–75 sobre el Connecticut Sun. Més tard a la temporada, Parker torna a fer 22 punts en una derrota per 93–85 davant Minnesota Lynx. Per primera vegada des del 2016, els Sky tornarien als playoffs acabant com a cap de sèrie número 4 amb un rècord de 20-14. Al final de la temporada, Parker tindria una mitjana de nous màxims de carrera en blocs i tirs lliures. En l'eliminatòria de la primera ronda, van derrotar el Phoenix Mercury per 105–76. A la segona ronda, els Sky van ser derrotats pels Aces de Las Vegas per 93–92 d'una manera desgarradora, ja que Dearica Hamby va fer un triple al final del partit des de mitja pista, donant avantatge d'un als Aces a falta de quatre segons.
El 2020, Parker tindria la millor temporada de la seua carrera, amb nous rècords individuals en percentatges de gols, assistències, rebots i tirs. En la temporada reduïda de 22 partits (jugada a la IMG Academy per la pandèmia de la COVID-19) va començar en 13 dels 20 partits jugats. El 6 de setembre de 2020, Parker va anotar 24 punts, nou màxim personal, juntament amb 10 rebots en una derrota per 86-80 davant els Los Angeles Sparks. Els Sky acabarien 12–10 amb el cap de sèrie número 6 de la lliga, però van ser eliminats pel Connecticut Sun en primera ronda.
El 2021, Parker va signar amb l'Atlanta Dream.

### Fora de l'NBA
Del 2015 al 2017, Parker va jugar un parell de vegades a la Xina per a Henan Phoenix, en període de pretemporada als Estats Units. A la temporada baixa de la WNBA 2017-18, Parker va jugar a Polònia per al Wisla Can Pack. El 2018, Parker va signar amb Bucheon KEB Hana Bank de la Lliga de Corea del Sud per a la temporada baixa 2018-19. El 2019, Parker va signar amb les balenes blaves de Sichuan de la Lliga xinesa. El setembre de 2020, Parker va signar amb Basket Lattes de la lliga francesa.